# Charleston Naval Shipyard
«Чарлстон Нейвал Шипярд» (англ. Charleston Naval Shipyard), або Чарлстонська військово-морська верф — американська компанія, розташована на річці Купер у місті Норт-Чарлстон, Південна Кароліна, що спеціалізувалася на суднобудуванні та судноремонті у XX столітті. На цій верфі, заснованій у 1901 році, під час Другої світової війни проводилися значні кораблебудівні роботи. Вище за течією був розташований склад боєприпасів. У 1945 році військово-морське відомство реорганізувало різні види суднобудівельної діяльності в Чарлстоні, створивши єдину військово-морську базу Чарлстон. Складовою частиною бази став флотський двір. Багато зусиль було витрачено в перші повоєнні роки на утилізацію надлишкових матеріалів. База стала основним місцем списання та зберігання кораблів, що повертаються після походів. У 1948 році Чарлстонська військово-морська верф була призначена одним з головних заводів з ремонту підводних човнів. Верф також активувала численні законсервовані судна для використання під час Корейського конфлікту. До 1951 року кількість робітників, зайнятих на верфі, майже подвоїлася, досягши понад 8000 працівників.
Наприкінці 1950-х років на місці колишньої військово-морської авіабази на південь від основної бази були розташовані нові об'єкти військово-морської мінно-промислової бази, школи мінної війни та навчального центру флоту. Також наприкінці 1950-х років ВМС вирішили перемістити два ескадрені міноносці до Чарлстона. Склад боєприпасів також став домом для ракетного підводного озброєння «Поларіс». У 1970-х роках завод був визнаний низькопродуктивним. Але, вплив після закінчення війни у В'єтнамі зменшився, оскільки на Чарлстон перевели роботи із закритої Бостонської військово-морської верфі.

## Кораблі, побудовані компанією Charleston Naval Shipyard
| - «Тіллман» - «Стеретт» - «Рой» - «Гілларі Джонс» - «Грейсон» - «Свонсон» - «Коррі» - «Гобсон» - «Бітті» | - «Тіллман» - «Інгрем» - «Прінгл» - «Стенлі» - «Стівенс» - «Белл» - «Бернз» - «Ізард» - «Пол Гамільтон» | - «Твіггз» - «Альберт Грант» - «Браянт» - «Меннінг» - «Ноєндорф» - «Джеймс Крейг» - «Айченбергер» - «Пребл» - «Томасон» | - «Джордан» - «Ньюмен» - «Ліддл» - «Кефарт» - «Кофер» - «Ллойд» - «Оттер» - «Габбард» - «Гейтер» | - «Вільям Пауел» - «Чафі» - «Ходжес» |